# Friedrich Karl von Specht
Friedrich Karl von Specht (* 29. September 1793 in Bühne; † 29. September 1877 in Braunschweig) war ein deutscher Offizier, der während der Koalitionskriege auf der Seite Frankreichs kämpfte und zuletzt Kommandeur des Herzoglich Braunschweigischen Infanterie-Regiments war.

## Leben
Am 1. März 1805 trat von Specht im Alter von 11 Jahren als Fahnenjunker in das Infanterie-Regiment von Griesheim ein. Am 2. Mai 1806 wurde er zum Fähnrich befördert. Am 26. Oktober des Jahres wurde das Korps aufgelöst und er geriet in Kriegsgefangenschaft. Anschließend wurde er am 15. Juni 1808 als Unter-Leutnant in das 1. Westfälische Linien-Regiment übernommen. 1809 kämpfte er im Krieg gegen Österreich und gegen die Braunschweiger Truppen. Im Jahr 1810 wurde er zunächst am 11. Juni zum Leutnant und am 14. November zum Adjutant-Major befördert, ehe er am 11. November 1811 zum Kapitän ernannt wurde. Er kämpfte in den Jahren 1812 bis 1814 im Krieg gegen Russland und Preußen. Am 1. Februar wurde er zum 5. Linien-Regiment versetzt und kam am 4. April 1814 als Kapitän zum 1. Braunschweiger Linien-Bataillon. Am 8. April wurde er in die Avantgarde nach Brabant entsandt. Er kam am 27. Januar 1815 zum 1. leichten Bataillon und nahm am Krieg gegen Frankreich teil. Am 3. Februar 1816 verblieb er beim 2. leichten Bataillon. Er trat am 8. Mai 1822 in das Herzoglich Braunschweigische Infanterie-Regiment ein und wurde am 15. Mai 1829 braunschweigischer Kammerherr. Vom 23. September 1830 bis zum 19. März 1831 war er mit der Leitung des Ober-Hofmarschall-Amtes beauftragt. Vom 21. August 1830 an war er als Major und Kommandeur des 1. (Grenadier-)Bataillons des Infanterie-Regiments eingesetzt und vom 28. September 1841 Regimentskommandeur. In dieser Position wurde er am 11. September 1842 zum Oberstleutnant befördert, dann zunächst am 27. September 1845 kommissarisch und am 24. Juli 1848 als Oberst eingesetzt. Er führte im Jahr 1848 das Regiment im ersten Schleswig-Holsteinischen Krieg und wurde schließlich am 27. August 1849 in den Ruhestand versetzt.